# سارا ژیرودو
سارا ژیرودو (به فرانسوی: Sara Giraudeau) (زاده ۱ اوت ۱۹۸۵) بازیگر فرانسوی است.
از فیلم‌های معروف او می‌توان به فیلم‌های دیو و دلبر و مترجمان اشاره کرد.